# 董马乡
董马乡，是中华人民共和国云南省文山壮族苗族自治州西畴县下辖的一个乡镇级行政单位。

## 行政区划
董马乡下辖以下地区：
通心坡村、锅地塘村、新寨村、芹菜塘村、董马村、么铺子村和龙里村。